# Regetovka
Regetovka (rusiń. Реґетівка, Regetiwka) – wieś (obec) na Słowacji w kraju preszowskim, powiecie Bardejów, przy granicy z Polską. Regetovka położona jest w historycznym kraju Szarysz.
Po raz pierwszy wzmiankowana w 1618 roku jako Uengersky Regetow. Nazwa wsi pochodzi od sąsiedniego Regietowa (dawniej Regetów), który leży po polskiej stronie granicy.
W Regetovce znajduje się greckokatolicka cerkiew pw. św. Dymitra z Tesaloniki z 1893 oraz ośrodek narciarski z 5 wyciągami oraz z trasami biegowymi. Tuż powyżej zabudowań wsi, u południowo-zachodnich podnóży góry Paledovka (778 m n.p.m.), znajduje się rezerwat przyrody Regetovské rašelinisko.